# Франсиско де Ульоа
Франсиско де Ульоа (на испански: Francisco de Ulloa) е испански мореплавател и изследовател, който изследва западното крайбрежие на днешно Мексико.

## Биография
Роден е в Испания, но не е известна точната дата и година на раждането му.
През 1536 Ернан Кортес назначава за управител на п-ов Калифорния Франсиско де Ульоа. Кортес, който вече е спонсорирал три неуспешни плавания за изследване на Южното море (Тихия океан), решава да изпрати четвърта експедиция под командванеро на Ульоа. На 8 юли с три кораба отплава от пристанището на Акапулко и до 28 септември 1539 проследява цялото източно крайбрежие на Калифорнийския залив и в най-северната му част открива устието на река Колорадо, по която се изкачва с лодка нагоре по течението ѝ на 100 км. Спуска се на юг покрай откритото от него западно крайбрежие на залива (над 1200 км) и открива западния бряг на п-ов Калифорния до 28º с.ш. (началото на януари 1540), в т.ч. остров Седрос (28º 10` с.ш.), където престоява три месеца. Продължава на север, открива залива Себастиан Вискайно и достига до нос Пунта Баха (29º 55` с.ш.), след което през септември 1540 се завръща в Акапулко.
Умира около 1540 година в северозападната част на Тихия океан.